# Communauté de communes du Sud-Artois
La communauté de communes du Sud-Artois est une communauté de communes française, située dans le département du Pas-de-Calais et la région Hauts-de-France, arrondissement d'Arras. Elle est créée le 12 décembre 2012 avec pour date d’effet le 1er janvier 2013. Son siège est situé dans la commune de Bapaume. Elle regroupe 64 communes et totalise 27 059 habitants en 2021. Elle est localisée dans le sud-est du Pas-de-Calais et limitrophe des départements de la Somme et du Nord. 

## Historique
Dans le cadre de la réforme des collectivités territoriales françaises, la communauté de communes de la région de Bapaume et la communauté de communes du canton de Bertincourt fusionnent, rejointes par quatorze communes issues de la communauté de communes du sud Arrageois (les huit autres rejoignant la communauté urbaine d'Arras). À sa création, 58 communes font partie de cette intercommunalité, regroupant alors 24 675 habitants, formant le 1er janvier 2013  la  communauté de communes du Sud-Artois créée par un arrêté préfectoral du 12 décembre 2012,.
Fontaine-lès-Croisilles et Chérisy envisagent à terme d'intégrer la nouvelle intercommunalité Osartis - Marquion.
Le 1er janvier 2017, avec la disparition de la communauté de communes des Deux Sources, six de ses communes intègrent le Sud-Artois : Foncquevillers, Gommecourt, Hébuterne, Puisieux, Sailly-au-Bois et Souastre. 64 communes composent depuis cette intercommunalité.

## Territoire communautaire

### Composition
La communauté de communes est composée des 64 communes suivantes :

| Nom                     | Code Insee | Gentilé            | Superficie (km2) | Population (dernière pop. légale) | Densité (hab./km2) |
| ----------------------- | ---------- | ------------------ | ---------------- | --------------------------------- | ------------------ |
| Bapaume (siège)         | 62080      | Bapalmois          | 5,76             | 3 718 (2022)                      | 645                |
| Ablainzevelle           | 62002      | Ablainzevellois    | 4,32             | 220 (2022)                        | 51                 |
| Achiet-le-Grand         | 62005      | Achiétois          | 5,08             | 969 (2022)                        | 191                |
| Achiet-le-Petit         | 62006      | Achiétois          | 7,25             | 311 (2022)                        | 43                 |
| Avesnes-lès-Bapaume     | 62064      |                    | 3,09             | 170 (2022)                        | 55                 |
| Ayette                  | 62068      | Ayettois           | 5,15             | 328 (2022)                        | 64                 |
| Bancourt                | 62079      | Bancourtois        | 4,54             | 84 (2022)                         | 19                 |
| Barastre                | 62082      | Barastrois         | 7,64             | 314 (2022)                        | 41                 |
| Beaulencourt            | 62093      | Beaulencourtois    | 4,9              | 232 (2022)                        | 47                 |
| Beaumetz-lès-Cambrai    | 62096      | Bellimansois       | 9,91             | 536 (2022)                        | 54                 |
| Béhagnies               | 62103      | Béhagnois          | 3,06             | 121 (2022)                        | 40                 |
| Bertincourt             | 62117      | Bertincourtois     | 7,58             | 918 (2022)                        | 121                |
| Beugnâtre               | 62121      | Beugnâtrois        | 3,97             | 181 (2022)                        | 46                 |
| Beugny                  | 62122      | Beugnois           | 5,83             | 353 (2022)                        | 61                 |
| Biefvillers-lès-Bapaume | 62129      | Biefvillois        | 4,04             | 94 (2022)                         | 23                 |
| Bihucourt               | 62131      | Bihucourtois       | 4,67             | 310 (2022)                        | 66                 |
| Bucquoy                 | 62181      | Bucquoysiens       | 20,8             | 1 506 (2022)                      | 72                 |
| Bullecourt              | 62185      | Bullecourtois      | 6,43             | 227 (2022)                        | 35                 |
| Bus                     | 62189      | Bussois            | 3,24             | 134 (2022)                        | 41                 |
| Chérisy                 | 62223      | Chérisiens         | 6,29             | 291 (2022)                        | 46                 |
| Courcelles-le-Comte     | 62248      | Courcellois        | 7,94             | 479 (2022)                        | 60                 |
| Croisilles              | 62259      |                    | 11,58            | 1 929 (2022)                      | 167                |
| Douchy-lès-Ayette       | 62272      | Dulcinois          | 5,5              | 295 (2022)                        | 54                 |
| Écoust-Saint-Mein       | 62285      | Écoustois          | 8,43             | 484 (2022)                        | 57                 |
| Ervillers               | 62306      | Ervillois          | 7,13             | 389 (2022)                        | 55                 |
| Favreuil                | 62326      | Favreuillois       | 4,93             | 237 (2022)                        | 48                 |
| Foncquevillers          | 62341      | Foulquois          | 9,3              | 393 (2022)                        | 42                 |
| Fontaine-lès-Croisilles | 62343      |                    | 6,26             | 259 (2022)                        | 41                 |
| Frémicourt              | 62353      | Frémicourtois      | 5,63             | 239 (2022)                        | 42                 |
| Gomiécourt              | 62374      | Gomiécourtois      | 3,62             | 152 (2022)                        | 42                 |
| Gommecourt              | 62375      | Gommecourtois      | 3,35             | 87 (2022)                         | 26                 |
| Grévillers              | 62387      | Grévillegeois      | 6,35             | 354 (2022)                        | 56                 |
| Hamelincourt            | 62406      | Hamelincourtois    | 6,64             | 262 (2022)                        | 39                 |
| Haplincourt             | 62410      | Haplincourtois     | 5,11             | 191 (2022)                        | 37                 |
| Havrincourt             | 62421      | Havrincourtois     | 16,61            | 357 (2022)                        | 21                 |
| Hébuterne               | 62422      | Hébuternois        | 11,04            | 522 (2022)                        | 47                 |
| Hermies                 | 62440      | Herminois          | 13,05            | 1 076 (2022)                      | 82                 |
| Lebucquière             | 62493      | Lebucquiérois      | 4,75             | 232 (2022)                        | 49                 |
| Léchelle                | 62494      | Léchellois         | 3,75             | 45 (2022)                         | 12                 |
| Ligny-Thilloy           | 62515      | Lignyens           | 10,29            | 517 (2022)                        | 50                 |
| Martinpuich             | 62561      | Martinpuichois     | 5,96             | 179 (2022)                        | 30                 |
| Metz-en-Couture         | 62572      | Culturimessins     | 10,73            | 606 (2022)                        | 56                 |
| Morchies                | 62591      | Morchiens          | 6,64             | 210 (2022)                        | 32                 |
| Morval                  | 62593      | Morvalois          | 2,39             | 87 (2022)                         | 36                 |
| Mory                    | 62594      | Moryssins          | 7,39             | 302 (2022)                        | 41                 |
| Moyenneville            | 62597      | Moyennevillois     | 6,48             | 289 (2022)                        | 45                 |
| Neuville-Bourjonval     | 62608      | Porgivalois        | 3,15             | 170 (2022)                        | 54                 |
| Noreuil                 | 62619      | Noreuillois        | 4,79             | 133 (2022)                        | 28                 |
| Puisieux                | 62672      | Puisotains         | 11,69            | 666 (2022)                        | 57                 |
| Riencourt-lès-Bapaume   | 62708      | Riencourtois       | 3,41             | 32 (2022)                         | 9,4                |
| Rocquigny               | 62715      |                    | 3,73             | 273 (2022)                        | 73                 |
| Ruyaulcourt             | 62731      | Rodaldiens         | 6,4              | 284 (2022)                        | 44                 |
| Sailly-au-Bois          | 62733      | Saillysiens        | 9,28             | 287 (2022)                        | 31                 |
| Saint-Léger             | 62754      |                    | 7,47             | 527 (2022)                        | 71                 |
| Sapignies               | 62776      | Sapiniens          | 3,33             | 194 (2022)                        | 58                 |
| Le Sars                 | 62777      | Sartois            | 5,11             | 156 (2022)                        | 31                 |
| Souastre                | 62800      | Souastriens        | 7,24             | 376 (2022)                        | 52                 |
| Le Transloy             | 62829      | Transloyens        | 10,41            | 425 (2022)                        | 41                 |
| Trescault               | 62830      | Trescaultois       | 4,67             | 194 (2022)                        | 42                 |
| Vaulx-Vraucourt         | 62839      | Valli-Vraucourtois | 14,11            | 1 096 (2022)                      | 78                 |
| Vélu                    | 62840      | Vélusiens          | 3,14             | 130 (2022)                        | 41                 |
| Villers-au-Flos         | 62855      | Villerois          | 5,8              | 243 (2022)                        | 42                 |
| Warlencourt-Eaucourt    | 62876      | Warlencourtois     | 3,71             | 133 (2022)                        | 36                 |
| Ytres                   | 62909      | Ytriens            | 4,26             | 428 (2022)                        | 100                |

### Démographie
| 1968   | 1975   | 1982   | 1990   | 1999   | 2006   | 2011   | 2016   |
| ------ | ------ | ------ | ------ | ------ | ------ | ------ | ------ |
| 26 227 | 24 940 | 24 601 | 24 697 | 25 957 | 26 466 | 27 384 | 27 589 |

### Logement
En 2022, le nombre total de logements dans la communauté de communes était de 12 236, alors qu'il était de 11 955 en 2016 et de 11 482 en 2011
, soit une progression du nombre total de logements de 6,6 % depuis 2011.
Parmi ces 12 236 logements, 89,8 % étaient des résidences principales, (soit 10 986 logements), 1,6 % des résidences secondaires et 8,6 % des logements vacants. Ces logements étaient pour 92,1 % d'entre eux des maisons individuelles et pour 7,5 % des appartements.
Sur les 10 986 résidences principales, 74,8 % sont occupées par des propriétaires, 23,5 % par des locataires et 1,7 % par des personnes logées gratuitement.
Le tableau ci-dessous présente la typologie des logements dans la communauté de communes en 2022 en comparaison avec celle du Pas-de-Calais et de la France entière. Une caractéristique marquante du parc de logements est ainsi la faible proportion des résidences secondaires et logements occasionnels (1,6 %) par rapport au département (6,6 %) et à la France entière (9,7 %) ainsi que d'une proportion de logements vacants (8,6 %) inférieure à celle du département (7,2 %) et de la France entière (8 %).
| Typologie                                               | Communauté de communes | Pas-de-Calais | France entière |
| ------------------------------------------------------- | ---------------------- | ------------- | -------------- |
| Résidences principales (en %)                           | 89,8                   | 86,2          | 82,3           |
| Résidences secondaires et logements occasionnels (en %) | 1,6                    | 6,6           | 9,7            |
| Logements vacants (en %)                                | 8,6                    | 7,2           | 8              |

Le tableau ci-dessous présente le type de combustible principal utilisé dans les résidences principales ainsi que l'évolution des différents types de combustible entre 2011 et 2022.
| Type de combustible principal du logement | Communauté de communes | Communauté de communes | Communauté de communes | Pas-de-Calais 2022 |
| Type de combustible principal du logement | 2011                   | 2022                   | △                      | Pas-de-Calais 2022 |
| ----------------------------------------- | ---------------------- | ---------------------- | ---------------------- | ------------------ |
| Gaz de ville - réseau de chaleur          | 19,7 %                 | 22,2 %                 | 2,5                    | 51,7 %             |
| Fioul (mazout)                            | 38,1 %                 | 26,4 %                 | -11,7                  | 7,4 %              |
| Électricité                               | 23,2 %                 | 25,4 %                 | 2,2                    | 24,4 %             |
| Gaz en bouteilles ou en citerne           | 3,6 %                  | 2,4 %                  | -1,2                   | 1,0 %              |
| Autres (bois, solaire, géothermie, etc.)  | 15,3 %                 | 23,6 %                 | 8,3                    | 15,5 %             |

### Économie

#### Revenus de la population et fiscalité
En 2021, la communauté de communes compte 10 762 ménages fiscaux, regroupant 25 938 personnes.
En 2021, le revenu fiscal médian par ménage, le taux de pauvreté des ménages et la part des ménages fiscaux imposés de la communauté de communes, du département du Pas-de-Calais et de la métropole sont les suivants :
- le revenu fiscal médian par ménage de la communauté de communes est de 21 610 €, supérieur à celui du département du Pas-de-Calais (20 720 €) et inférieur à celui de la France métropolitaine (23 080 €)[Insee 8],[Insee 9],[Insee 10] ;
- le taux de pauvreté des ménages de la communauté de communes est de 13,4 %, inférieur à celui du département du Pas-de-Calais (18,4 %) et inférieur à celui de la métropole (14,9 %)[Insee 11],[Insee 12],[Insee 13] ;
- la part des ménages fiscaux imposés dans la communauté de communes est de 46 %, supérieure à celle du département du Pas-de-Calais (44,1 %) et inférieure à celle de la métropole (53,4 %)[Insee 8],[Insee 9],[Insee 10].

#### Emploi
|                       | 2011   | 2016   | 2022   |
| --------------------- | ------ | ------ | ------ |
| CC du Sud-Artois      | 10,5 % | 11,9 % | 9,7 %  |
| Département           | 11,3 % | 13,7 % | 11,2 % |
| France métropolitaine | 11,6 % | 13,7 % | 11,7 % |

En 2022, la population âgée de 15 à 64 ans s'élève à 16 593 personnes, parmi lesquelles on compte 73,3 % d'actifs (66,2 % ayant un emploi et 7,1 % de chômeurs) et 26,7 % d'inactifs,. En 2022, le taux de chômage (au sens du recensement) des 15-64 ans est inférieur à celui du département et inférieur à celui de la France métropolitaine.
La communauté de communes compte 8 355 emplois en 2022, contre 8 062 en 2016 et 8 052 en 2011. Le nombre d'actifs ayant un emploi résidant dans la communauté de communes est de 11 153, soit un indicateur de concentration d'emploi de 74,9 et un taux d'activité parmi les 15 ans ou plus de 56,1 %.
Sur ces 11 153 actifs de 15 ans ou plus ayant un emploi, 9 021 travaillent dans la communauté de communes, soit 81 % des habitants. Pour se rendre au travail, 85,8 % des habitants de la communauté de communes utilisent une voiture, un camion ou une fourgonnette, 2,1 % les transports en commun, 6,9 % s'y rendent en deux-roues motorisé, à vélo ou à pied et 5,2 % n'ont pas besoin de transport (travail au domicile).

#### Entreprises et commerces

##### Activités hors agriculture
En 2022, 1 357 établissements marchands non agricoles sont économiquement actifsdans la  communauté de communes,,.
| Secteur d'activité                                                                                        | CC du Sud-Artois | CC du Sud-Artois | Département |
| Secteur d'activité                                                                                        | Nombre           | %                | %           |
| --- | ---------------- | ---------------- | ----------- |
| Ensemble                                                                                                  | 1 357            | 100 %            | (100 %)     |
| Industrie manufacturière, industries extractives et autres                                                | 133              | 9,8 %            | (5,3 %)     |
| Construction                                                                                              | 148              | 10,9 %           | (11,7 %)    |
| Commerce de gros et de détail, transports, hébergement et restauration                                    | 381              | 28,1 %           | (22,5 %)    |
| Information et communication                                                                              | 15               | 1,1 %            | (3,6 %)     |
| Activités financières et d'assurance                                                                      | 90               | 6,6 %            | (5,3 %)     |
| Activités immobilières                                                                                    | 76               | 5,6 %            | (5,7 %)     |
| Activités spécialisées, scientifiques et techniques et activités de services administratifs et de soutien | 187              | 13,8 %           | (20,2 %)    |
| Administration publique, enseignement, santé humaine et action sociale                                    | 195              | 14,4 %           | (15,8 %)    |
| Autres activités de services                                                                              | 132              | 9,7 %            | (9,9 %)     |

Le secteur du commerce de gros et de détail, transports, hébergement et restauration est prépondérant dans la communauté de communes puisqu'il représente 28,1 % du nombre total d'établissements de la commune (381 sur les 1357 entreprises implantées dans la communauté de communes), contre 22,5 % au niveau départemental, à l'inverse, le secteur des activités spécialisées, scientifiques et techniques et activités de services administratifs et de soutien avec 13,8 % du nombre total d'établissements est inférieur à celui du département (20,2 %).

#### Tourisme

##### Hôtellerie, camping et autres hébergements collectifs
Au 1er janvier 2025, la communauté de communes du Sud-Artois dispose de deux hôtels pour une capacité totale de 23 chambres, d'aucun camping et d'aucun autre type d'hébergement collectif,.

## Administration

### Siège
Le siège de l'intercommunalité est à Bapaume, 5, rue Neuve.

### Élus
La communauté de communes est administrée par son Conseil communautaire, composé depuis 2017 de 86 conseillers municipaux représentant les 64 communes membres, réparties en fonction de leur population, soit : 
- 11 conseillers pour Bapaume ;
- 4 conseillers pour Croisilles et Bucquoy ;
- 3 conseillers pour Hermies et Vaulx-Vraucourt ;
- 2 conseillers pour Achiet-le-Grand et Bertincourt ;
- 1 conseiller titulaire et son suppléant pour les autres communes[7],[8].

À la suite des élections municipales de 2014 dans le Pas-de-Calais, le Conseil communautaire du 14 avril 2014 a élu son nouveau président, Jean-Jacques Cottel, maire de Bapaume, et élu son bureau pour le mandat 2014-2020, constitué du président, de vice-présidents et d'autres membres. Il s'agit : 
Vice-présidents
- Évelyne Dromart, maire de Morchies ;
- Véronique Thiébaut, maire de Biefvillers-les-Bapaume ;
- Pierre Colle, maire de Bucquoy ;
- Bernard de Reu, maire d’Achiet-le-Grand ;
- Gérard Dué, maire de Croisilles ;
- Bruno Duverge, maire de Hamelincourt ;
- Daniel Tabary, maire de Frémicourt

Autres membres
- Françoise Leturcq, maire-adjointe d’Hermies ;
- Alain Chaussoy, maire-adjoint d’Achiet-le-Grand ;
- Jean-Paul Boussemard, maire de Noreuil ;
- Michel Blondel, maire de Saint-Léger ;
- Jean-François Dercourt, maire de Martinpuich ;
- Laurent Gabrelle, conseiller municipal de Bapaume
- Lucien Guise, maire de Warlencourt-Eaucourt
- Christiaen Hémar, maire de Vaulx-Vraucourt[9].

### Liste des présidents
| Période       | Période                      | Identité            | Étiquette | Qualité                                                                            |
| ------------- | ---------------------------- | ------------------- | --------- | ---------------------------------------------------------------------------------- |
| janvier 2013, | avril 2014                   | Jean-Paul Delevoye  | UMP       | Maire de Bapaume (2004 → 2014 ) Président de l'ex-CC Région de Bapaume ( ? → 2012) |
| avril 2014    | En cours (au 9 juillet 2019) | Jean-Jacques Cottel | PS → LREM | Député du Pas-de-Calais (1re circ) (2012 → 2017) Maire de Bapaume (2014 → )        |

### Compétences
L'intercommunalité exerce des compétences qui lui ont été transférées par les communes membres, dans les conditions déterminées par le code général des collectivités territoriales..
Les compétences obligatoires et optionnelles seront définies dans un délai de deux ans après la fusion des trois intercommunalités. Dans l'attente, les compétences exercées par les anciennes communautés sont conservées.
La compétente « déchets » est transférée au SMAV (Syndicat mixte Artois valorisation) qui exerce également pour la communauté urbaine d'Arras et une partie de la communauté de communes des Campagnes de l'Artois.

### Régime fiscal et budget
La Communauté de communes est un établissement public de coopération intercommunale à fiscalité propre.
Afin de financer l'exercice de ses compétences, l'intercommunalité perçoit la fiscalité professionnelle unique (FPU) – qui a succédé à la taxe professionnelle unique (TPU) – et assure une péréquation de ressources entre les communes résidentielles et celles dotées de zones d'activité.
Elle perçoit également une bonification de la dotation globale de fonctionnement (DGF).

## Projets et réalisations
Un parc éolien de treize mâts est  à l'étude en 2016 sur le territoire des communes de Barastre et Haplincourt. Il devrait être construit d'ici 2020 par la société H2air, son financement étant ouvert au public sur la plateforme Lendosphere en septembre 2016.